# Zjoezino
Zjoezino (Russisch: Зюзино) is een station aan de Grote Ringlijn van de Moskouse metro. Het station werd op 7 december 2021 geopend als onderdeel van het baanvak Kachovskaja – Koentsjevkaja.  

## Planning
In de plannen voor het gebied tussen de Prospekt Vernadskogo en Kachovskaja is de naam Zjoezino aan het station gegeven. Desondanks zijn er ook officiële bronnen waar de naam Sebastopolskij prospekt wordt gehanteerd. Het station is ontworpen in het kader van het project Derde overstap contour waarmee alsnog het zuidwest kwadrant van de in 1965 ontworpen Grote Ringlijn wordt gebouwd. Het station ligt bij het kruising van de Sebastopolskij prospekt met de Kachovka Oelitsa en heeft twee verdeelhallen. De westelijke verdeelhal komt onder het kruispunt en heeft op alle hoeken daarvan toegangen. De oostelijke verdeelhal kent toegangen aan beide zijden van de Kachovka Oelitsa. De namen van de beide straten waren al toegekend aan andere metrostations, namelijk Kachovskaja een station verder naar het oosten en Sebastopolskij prospekt aan de Kommoenarskaja-lijn.

## Chronologie
- 27 april 2011 actie in Zjoezino voor de aanleg van het station bij de Sebastopolskij prospekt.
- September 2013 Hydrologisch onderzoek op de plaats van het beoogde station
- April 2015 Loco-burgemeester voor stedebouw, Marat Koesjnoellin kondigt aan dat de bouw binnen drie tot vier maanden zal beginnen en het station eind 2018 gereed is.
- December 2016 Er wordt begonnen met het bouwrijp maken van het terrein en het omleggen van bestaande leidingen en buizen.
- 28 juni 2017 De bouw van het station begint
- 8 oktober 2018 Burgemeester Sergej Sobjanin start het boren van de tunnel van Kachovskaja naar Zjoezino
- 21 februari 2019 Bouw van de ontvangstschacht voor de tunnelboormachine
- 27 maart 2019 De tunnelboormachine uit Kachovskaja bereikt Zjoezino.
- 7 december 2021, begin van de reizigersdienst.

## Inrichting
Op 19 maart 2019 maakte Moskous hoofdarchitect Sergej Koeznetsov het definitieve ontwerp voor de inrichting bekend. Het plafond, met geïntegreerde verlichting, zal bestaan uit geometrische panelen die in hoogte variëren, zodat de suggestie van een bewegend plafond ontstaat als je over het perron loopt. De zuilen van het ondiep gelegen zuilenstation zijn bekleed met lichtgrijs marmer terwijl de vloer bestaat uit graniet. De hal bij de kaartverkoop zal worden afgewerkt met oranje stenen.